# Linha Tejo - Oceano - Sado
A Linha Tejo - Oceano - Sado foi um projecto ferroviário de via estreita, que nunca chegou a ser construído, e que deveria ter ligado Cacilhas, na Margem Sul do Tejo, a Sesimbra e Setúbal, em Portugal.

## História
Na primeira metade do século XIX, as ligações entre Lisboa e a Margem Sul do Tejo eram asseguradas por meio de embarcações, que transportavam passageiros e o correio até vários pontos, nomeadamente Cacilhas, Montijo e o Barreiro. Desta forma, quando se iniciaram os primeiros esforços para a construção de caminhos de ferro em Portugal, em meados da centúria, uma das propostas foi para uma linha desde os portos da margem Sul até ao Alentejo, cujo lanço do Barreiro até Setúbal e Vendas Novas entrou ao serviço em 1861. A primeira tentativa para construir um caminho de ferro entre Cacilhas e Sesimbra foi ainda durante o mandato de António Cardoso Avelino como ministro das Obras Públicas, na década de 1870. Em 11 de Novembro de 1891, o Visconde de Roboreda e Alexandre de Saldanha da Gama pediram a concessão, sem subvenção do governo, para construir um caminho de ferro de via estreita entre Sesimbra e o Seixal.
Durante a fase de planeamento dos planos das redes ferroviárias, nos finais do século XIX, o governo ordenou a abertura de um inquérito administrativo para a apreciação do público sobre os vários projectos para caminhos de ferro, tendo uma das linhas planeadas sido a de Cacilhas por Azeitão a Sesimbra, que deveria ser de via estreita, do tipo suburbano, e que poderia descer até ao porto de Sesimbra. Durante o planeamento da linha do Barreiro a Cacilhas, na década de 1900, estava previsto que a futura estação de Seixal também iria servir como ponto terminal de uma linha férrea para eléctricos até Sesimbra, passando por Azeitão. No relatório sobre o plano da rede ferroviária ao Sul do Tejo, submetido em 7 de Novembro de 1902, o engenheiro Manuel Francisco de Vargas defendeu a instalação de uma via férrea saindo do Barreiro ou do Seixal, e que terminasse em Sesimbra, com um pequeno ramal até Azeitão. Desta forma, iriam ser melhor supridas pelo caminho de ferro as áreas da Península de Setúbal não servidas pelo ramal do Pinhal Novo a Setúbal, fomentando o desenvolvimento daquela região como uma área suburbana de Lisboa, em conjunto com a então programada continuação do caminho de ferro até Cacilhas. Devido à natureza e grande intensidade de tráfego que a linha até Sesimbra iria ter, e as condições do terreno, sugeriu que deveria usar um sistema de tramway eléctrico, e que poderia também ser ligada a Setúbal, de forma a torná-la tributária da linha principal para a região meridional do país.
A Gazeta dos Caminhos de Ferro de 1 de Janeiro de 1927 informou que já tinha sido autorizada a construção de uma linha a tracção eléctrica sobre estrada de Cacilhas até Sesimbra, Azeitão e Setúbal, com garantia de juro, mas ainda faltava modificar o percurso, de forma a que a linha se bifurcasse em Azeitão. Noticiou igualmente que o decreto que tinha modificado a concessão tinha sido bem recebido pelas populações interessadas, que fizeram várias manifestações de agrado. Em 6 de Maio desse ano, a Companhia Caminho de Ferro Tejo-Oceano-Sado assinou o contrato de concessão com o governo. Este contrato foi modificado por um aditamento de 28 de Janeiro de 1930.
O Plano Geral da Rede Ferroviária, publicado pelo Decreto n.º 18:190, de 28 de Março de 1930, classificou vários projectos de caminhos de ferro, incluindo a Linha Tejo - Oceano - Sado, de via estreita, de Cacilhas a Setúbal e Sesimbra, com um ponto de bifurcação em Azeitão. Também foi planeado um troço de via larga entre Cacilhas e Barreiro, que quando estivesse concluído seria parte da Linha do Sul. No entanto, em 1937 verificou-se que já não existia motivo para a execução deste programa, pelo que o Decreto 27:840, de 9 de Julho, autorizou o Ministério das Obras Públicas e Comunicações a rescindir o contrato, tendo o estado comprometido-se a pagar a quantia de 700.000$ à companhia, como indemnização pelos prejuízos e pela aquisição dos estudos e dos projectos e dos bens imobiliários desta última. O Decreto 27:962, de 17 de Agosto de 1937, determinou que os activos da antiga companhia, como os estudos e os bens imobiliários, deviam ser entregues à Direcção Geral de Caminhos de Ferro, enquanto que a indemnização seria paga pela verba do Fundo Especial de Caminhos de Ferro. Um diploma publicado no Diário do Governo n.º 39, II Série, de 17 de Fevereiro de 1938, exonerou o engenheiro Pedro Augusto Pinto da Fonseca Botelho Neves da posição de comissário do governo na empresa, uma vez que já não se justificava a sua presença.